# Communauté de communes du canton de Saint-Malo-de-la-Lande
La communauté de communes du canton de Saint-Malo-de-la-Lande est une ancienne communauté de communes française, située dans le département de Manche et la région Normandie.

## Historique
La communauté entre en fonction en 1993, réunissant sept communes : Agon-Coutainville, Blainville-sur-Mer, Gouville-sur-Mer, Heugueville-sur-Sienne, Montsurvent, Saint-Malo-de-la-Lande et Tourville-sur-Sienne, rejointes l'année suivante par Ancteville et Servigny puis en 1995 par Brainville, Gratot et La Vendelée et en 1997 par Boisroger.
Le 1er janvier 2017, la communauté de communes de Saint-Malo-de-la-Lande fusionne avec la communauté du Bocage coutançais et la communauté de communes de Montmartin-sur-Mer pour former la communauté de communes Coutances Mer et Bocage.

## Composition
La communauté de communes était composées des treize communes de l'ancien canton de Saint-Malo-de-la-Lande :
| Nom                            | Code Insee | Gentilé                | Superficie (km2) | Population (dernière pop. légale) | Densité (hab./km2) |
| ------------------------------ | ---------- | ---------------------- | ---------------- | --------------------------------- | ------------------ |
| Saint-Malo-de-la-Lande (siège) | 50506      | Malouins               | 4,01             | 492 (2014)                        | 123                |
| Agon-Coutainville              | 50003      | Agonais-Coutainvillais | 12,35            | 2 798 (2014)                      | 227                |
| Ancteville                     | 50007      | Anctevillais           | 7,74             | 223 (2021)                        | 29                 |
| Blainville-sur-Mer             | 50058      | Blainvillais           | 11,60            | 1 610 (2014)                      | 139                |
| Brainville                     | 50072      | Branvillais            | 3,19             | 232 (2014)                        | 73                 |
| Gouville-sur-Mer               | 50215      | Gouvillais             | 34,55            | 2 249 (2014)                      | 65                 |
| Gratot                         | 50219      | Gratotais              | 10,73            | 647 (2014)                        | 60                 |
| Heugueville-sur-Sienne         | 50243      | Heuguevillais          | 5,88             | 541 (2014)                        | 92                 |
| Montsurvent                    | 50354      | Montsurventais         | 8,33             | 439 (2021)                        | 53                 |
| Servigny                       | 50573      | Servignais             | 3,95             | 193 (2021)                        | 49                 |
| Tourville-sur-Sienne           | 50603      | Tourvillais            | 7,50             | 785 (2014)                        | 105                |
| La Vendelée                    | 50624      | Vendeléens             | 5,04             | 448 (2014)                        | 89                 |

## Compétences
- Aménagement de l'espace
  - réalisation de documents d’urbanisme prévisionnels
  - élaboration de la charte intercommunale de développement et d’aménagement
  - aménagement et gestion de zones d'activité
- Développement économique
  - gestion de la taxe professionnelle
  - Aide à la création et l’implantation d’activités économiques
  - étude et aménagement de secteurs touristiques
- Logement
  - construction de logements sociaux, mise en place des programmes locaux de l’habitat, restauration des bâtiments communaux à but locatif...
- Environnement
  - collecte et traitement des ordures ménagères
  - actions en faveur de la protection de l’environnement et de la mise en valeur du cadre de vie
  - entretien des sentiers pédestres d’intérêt intercommunal et des rivières et canaux
- Voiries
- Tourisme
  - surveillance des plages pendant la période estivale
  - aides à l’organisation de manifestations contribuant au développement du tourisme
  - communication sur les équipements et atouts touristiques et culturels
  - étude et aménagement de secteurs touristiques
- Enseignement
  - organisation des transports scolaires
  - gestion du collège d’Agon-Coutainville
  - prise en charge de l’investissement des collèges d’Agon-Coutainville et Jacques Prévert à Coutances
- Action sociale
- Secours et lutte contre l'incendie
- Aménagement numérique du territoire
  - établissement et exploitation des infrastructures et des réseaux de télécommunication, promotion des usages en matière de technologie de l’information et de communication

## Administration
| Période                                  | Période       | Identité             | Étiquette | Qualité                                              |
| ---------------------------------------- | ------------- | -------------------- | --------- | ---------------------------------------------------- |
| président en 1996                        | avril 2001    | Jean-Pierre Perrodin |           | maire de Saint-Malo-de-la-Lande                      |
| avril 2001                               | 2015          | Yves Michel          | DVD       | maire de Tourville-sur-Sienne                        |
| octobre 2015                             | décembre 2016 | Érick Beaufils       | LR        | ancien conseiller général, maire de Gouville-sur-Mer |
| Les données manquantes sont à compléter. |               |                      |           |                                                      |